# (584) Semiramis
(584) Semiramis ist ein Asteroid des Hauptgürtels, der am 15. Januar 1906 von August Kopff in Heidelberg entdeckt wurde.
Der Asteroid wurde nach der assyrischen Königin Semiramis (810–782 v. Chr.) benannt.